# 瑞弗斯威尔 (南卡罗来纳州)
瑞弗斯威尔（英文：Reevesville），是美国南卡罗来纳州下属的一座城市。城市类型是“Town”。其面积大约为1.63平方英里（4.22平方公里）。根据2010年美国人口普查，该市有人口196人，人口密度约为每平方 英里120.39人（约合每平方公里46.49人）。